# Le Pont (film, 1959)
Pour les articles homonymes, voir Le Pont et Die Brücke (homonymie).
 (janvier 2015).
Si vous disposez d'ouvrages ou d'articles de référence ou si vous connaissez des sites web de qualité traitant du thème abordé ici, merci de compléter l'article en donnant les références utiles à sa vérifiabilité et en les liant à la section « Notes et références ».
Pour plus de détails, voir Fiche technique et Distribution.
Le Pont (titre original allemand : Die Brücke) est un film allemand de Bernhard Wicki, sorti en 1959. C'est l'adaptation du roman autobiographique Die Brücke (1958) de l'écrivain Manfred Gregor. Il a connu un remake en 2008.
Le film se déroule en avril 1945 en Allemagne. Dans les dernières semaines de la guerre en Europe, sept jeunes garçons allemands sont incorporés dans la milice allemande et vont défendre le pont de leur commune, un pont sans intérêt stratégique, face à l'avancée ennemie.
En portant cette histoire à l'écran, Bernhard Wicki réalise l'un des premiers films ouest-allemands qui dépeint sans artifice la fin de la Seconde Guerre mondiale du côté allemand. Le film rencontra un grand succès public et fut récompensé par de nombreux prix ; il a notamment été sélectionné pour l’Oscar du meilleur film en langue étrangère lors des Oscars 1960. C'est depuis lors devenu un classique.

## Synopsis
Sept adolescents allemands âgés de 16 ans, issus du même village, sont mobilisés dans le Volkssturm, la milice populaire allemande levée en 1944 pour épauler la Wehrmacht dans la défense du territoire du Troisième Reich.
Après un jour d'instruction, les jeunes (qui ont préalablement effectué une préparation militaire, et qui donc savent exécuter les ordres et utiliser leurs armes) sont envoyés au combat avec leur régiment qui, comme l'expose le colonel, est une unité d'élite qui « n'a jamais connu que la victoire ou la mort ». À la requête du commandant de la compagnie, le chef de corps fixe aux garçons une mission sans aucun danger : sous le commandement d'un vieux sergent expérimenté, ils doivent défendre un pont sans intérêt d'aucune sorte qui, de toute façon, va être détruit par une équipe de sapeurs aguerris. Par hasard, ce pont se trouve être celui menant à leur village natal. À partir de cet instant, toutes les bonnes intentions des uns et des autres vont entraîner des catastrophes.
Au cours de la nuit, après avoir fait prendre position aux jeunes autour du pont, le très bienveillant sergent qui les commande part leur chercher du café dans le village voisin. Mais, arrivé au village, il est arrêté par une patrouille de la Feldgendarmerie qui, sur un malentendu, le prend à tort pour un déserteur (en effet, celui-ci a laissé son fusil au pont). Tentant de s'enfuir, le sergent est abattu par les gendarmes.
Pendant ce temps, livrés à eux-mêmes, les jeunes voient passer sur le pont des convois de camions de l'armée allemande, maintenant en déroute. Ils hésitent à abandonner leur poste, malgré le conseil donné par les militaires en retraite mais, après discussion où chacun donne son avis, les jeunes décident de rester à leur poste. Au matin, un avion américain mitraille le pont, tuant l'un d'entre eux.
Les autres, autant par vengeance que pour, pensent-ils, sauver leur village, défendent le pont quand des fantassins américains, précédés par trois chars, arrivent face à eux. Les jeunes parviennent à détruire deux chars et à tuer plusieurs soldats ennemis. Au cours du combat, un soldat américain s’aperçoit de l'âge de ses adversaires et les supplie de partir : « Go home! ». Mais les jeunes gens ne le comprennent pas (bien qu'au début du film on les ait vus étudier l'anglais en classe) et le tuent.
L'un après l'autre, tous les jeunes sont tués, sauf deux. Les Américains finissent par battre en retraite. Peu de temps après le combat, les sapeurs allemands — lesquels avaient prévu de laisser passer les Américains avant d'intervenir — se présentent afin de faire sauter l'ouvrage et insultent les jeunes survivants. L'un des deux, indigné d'apprendre qu'ils ont sacrifié leurs camarades pour rien, tire sur le chef du détachement (qui allait abattre son camarade) et le tue. Les deux autres sapeurs s'enfuient, non sans lâcher une rafale de mitraillette qui tue l'un des garçons. Le dernier, traumatisé, survit et retourne au village.
Juste avant que le générique de fin ne démarre, un intertitre dit sobrement : « Cet événement s'est produit le 27 avril 1945. Il était si peu important qu'il n'a jamais été mentionné dans aucun communiqué de guerre. »

## Fiche technique
- Titre original : Die Brücke
- Titre français : Le Pont
- Réalisation : Bernhard Wicki, assisté de Holger Lussmann
- Scénario : Bernhard Wicki[1], Michael Mansfeld et Karl Wilhelm Vivier, d'après le roman autobiographique du même nom de Manfred Gregor
- Décors : Heinrich Graf Brühl et Peter Scharff
- Costumes : Josef Wanke
- Photographie : Gerd von Bonin
- Son : Willi Schwadorf
- Montage : Carl Otto Bartning
- Musique : Hans-Martin Majewski
- Production : Hermann Schwerin ; Jochen Schwerin (coproducteur) ; Hans Wolff (producteur exécutif)
- Société de production : Fono Film
- Sociétés de distribution :  Deutsche Film Hansa /  SNC (Société Nouvelle de Cinématographie), Impéria Distribution[2]
- Pays de production :  Allemagne de l'Ouest
- Langue : Allemand, Anglais
- Genre : Drame / Guerre
- Format : Noir et blanc - 35 mm - 1,37:1 - mono
- Durée : 103 minutes
- Dates de sortie : 
  - Allemagne de l'Ouest : 22 octobre 1959
  - France : 30 mars 1960
- Affiches : Helmuth Ellgaard (Allemagne de l'Ouest), Constantin Belinsky (France)

## Distribution
- Folker Bohnet : Hans Scholten
- Fritz Wepper : Albert Mutz
- Michael Hinz : Walter Forst
- Frank Glaubrecht : Jürgen Borchert
- Karl Michael Balzer : Karl Horber
- Volker Lechtenbrink : Klaus Hager
- Günther Hoffmann (VF : Christian Fourcade) : Sigi Bernhard
- Cordula Trantow : Franziska
- Wolfgang Stumpf (VF : Gérard Férat) : Stern, le professeur
- Günter Pfitzmann (VF : André Valmy) : le sergent Heilmann
- Heinz Spitzner : le capitaine Fröhlich
- Siegfried Schürenberg (VF : Claude Péran) : le lieutenant-colonel
- Ruth Hausmeister : Mme Mutz
- Eva Vaitl (VF : Jacqueline Porel) : Mme Borchert
- Edith Schultze-Westrum : Mme Bernhard, une blanchisseuse
- Hans Elwenspoek (VF : Raymond Loyer) : M. Forst, chef local du parti nazi
- Trude Breitschopf : Mme Forst
- Klaus Hellmold : M. Horber, le coiffeur
- Inge Benz : Sigrun, le professeur de sport
- Til Kiwe (VF : Roger Rudel) : le chevalier de la croix de fer
- Edeltraut Elsner : Barbara, employée chez les Horber
- Vicco von Bülow : l'adjudant-major de la radio
- Georg Lehn : l'adjudant du génie
- Johannes Buzalski : le soldat blessé
- Hans Oettl : le policier
- Heini Göbel (VF : Henry Djanik) : un adjudant
- Kurt Habernoll : un sergent
- Emil Huneck (VF : Camille Guérini) : un civil
- Alexander Hunzinger : un caporal
- Herma Hochwarter : la femme de chambre des Forst
- Alfons Teuber

## Production

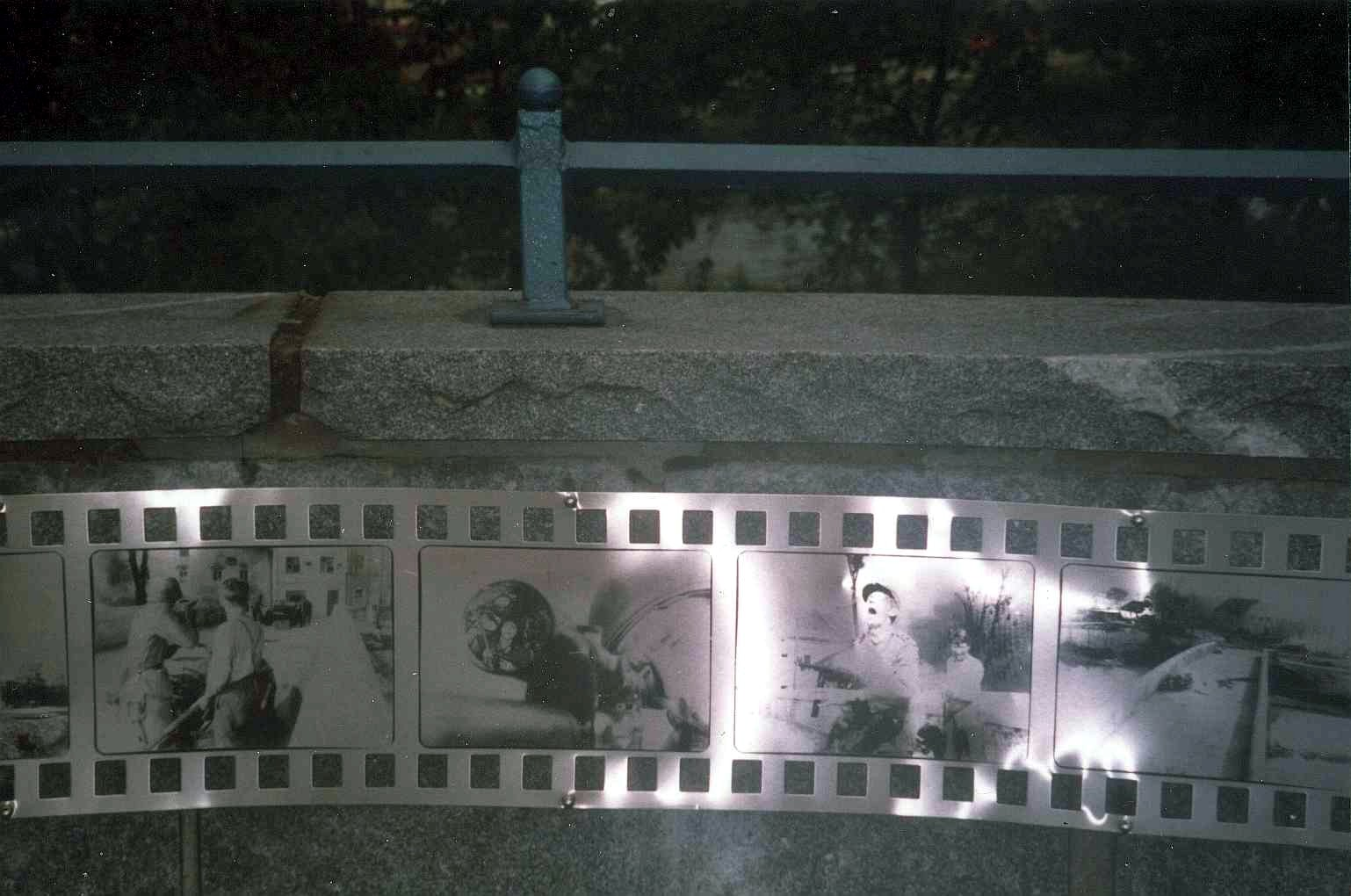
Bande en étain avec des scènes du film, sur la balustrade du pont utilisé dans le long-métrage.

### Inspiration
Avec ce film, le réalisateur Bernhard Wicki adapte fidèlement le roman autobiographique de Manfred Gregor. Dans celui-ci, l'écrivain tenait à témoigner de sa propre expérience : au cours du dernier mois de la guerre, alors âgé de 16 ans, Gregor avait été incorporé dans la Wehrmacht, chargé de défendre le « front intérieur ». Quelques semaines plus tard, il était le seul survivant d'une opération militaire absurde. 
Dans la véritable histoire, il n'y a que trois adolescents de la commune pour défendre le pont. L'un d'entre eux, pensant ce combat inutile, déserte le soir même sous les moqueries de ses camarades. Le lendemain, 28 avril 1945, il constate que les Américains sont passés ; le pont est intact et ses deux camarades sont morts. Trois jours plus tard, le cessez-le-feu intervenait pour toute l'Allemagne.
Le survivant, Manfred Gregor, décide de raconter ce combat absurde d'une jeunesse endoctrinée dans lequel il aurait pu être le troisième mort. L'histoire originale étant trop courte, le scénario est remanié pour en faire un roman. Ces modifications permettront à l'auteur de rester anonyme, afin d'éviter d'éventuelles représailles de jeunes Allemands, encore sensibles aux thèses que le régime national-socialiste leur avait inculquées.

### Tournage
Le film a été tourné à Cham en Bavière.
Du point de vue technique, les chars M4 Sherman vus dans le film sont des reconstitutions en bois, assez mal faites : canon trop petit et on voit des roues sous le char, entre les pseudo-chenilles. Les véhicules allemands, eux, sont très corrects, apparemment authentiques, comme les uniformes, mitrailleuses et pistolets-mitrailleurs utilisés par les personnages. Les « bazookas » (terme malencontreusement employé dans la VF) qu'on donne aux jeunes à la caserne sont en réalité des Panzerfaust, une arme antichar individuelle très efficace (elle pouvait détruire n'importe quel blindé allié), fabriquée et distribuée en très grande quantité (elle était à usage unique) mais ayant l'inconvénient de devoir être utilisée de très près.

## Accueil

### Critique
Le film marqua profondément l’opinion publique allemande en 1959.

### Box-office
- France : 1 881 504 entrées en salles[3]

## Distinctions

### Récompenses
- Prix du film allemand 1960 :
  - Meilleur film (Fono-Film)
  - Meilleur réalisateur (Bernhard Wicki)
  - Meilleure musique (Hans-Martin Majewski)
  - Meilleure actrice de second rôle (Edith Schultze-Westrum)
  - Meilleur espoir féminin (Cordula Trantow)
- Golden Globes 1960 : Meilleur film étranger (avec quatre autres lauréats).
- Cercle des écrivains cinématographiques (Espagne) 1960 :
  - Meilleur film étranger (Bernhard Wicki)
  - Meilleur réalisateur étranger (Bernhard Wicki)
- Festival international du film de Valladolid 1960 : Épi d'argent (Bernhard Wicki)
- Festival international du film de Mar del Plata (Argentine) 1960 :
  - Grand prix du meilleur film (Bernhard Wicki)
  - Prix FIPRESCI : Bernhard Wicki, ex aequo avec Été violent.
- National Board of Review 1961 : meilleur film étranger
- Prix du film allemand 1989 : prix spécial du film « 40e anniversaire de la RFA » (Bernhard Wicki)

### Nominations
- Oscars 1960 : nomination à l'Oscar du meilleur film en langue étrangère.

## Autour du film
Après la sortie du film, le réalisateur Bernhard Wicki a déclaré : « Depuis Die Brücke, j'ai reçu des centaines de lettres de jeunes hommes qui m'écrivaient que c'est après avoir vu mon film qu'ils se sont déclarés objecteurs de conscience. Cela, et la distinction des Nations unies pour le travail sur la paix comptent parmi les choses peu nombreuses dont je suis fier dans ma vie. ».
Un remake du film, Le Pont, a été réalisé en 2008 par Wolfgang Panzer.